# Mortenshals
Mortenshals est une localité du comté de Troms, en Norvège.

## Géographie
Administrativement, Mortenshals fait partie de la kommune de Balsfjord.